# الطريق الوعر
الطريق الوعر هو مسلسل اجتماعي درامي تاريخي سياسي وتشويقي من إنتاج المركز العربي للإنتاج الإعلامي-الأردن، من إنتاج عدنان العوامله والمنتج التنفيذي طلال العوامله، للكاتب جمال أبو حمدان، ومن إخراج شوقي الماجري، بطولة كل من عباس النوري، غسان مسعود، وباسم ياخور.
تدور أحداث المسلسل في أفغانستان ويتمحور حول اكتشاف مراسل صحفي أن ما يسمى «بالمجاهدين» قد تحولوا إلى جماعات تكفيرية، وانحرفوا عن الطريق السليم لجهادهم فشوهوا الصورة الحقيقية للإسلام الحنيف، مما دفع هؤلاء الجماعات إلى تكفير ذلك الصحفي والتدبير لقتله.

## قصة المسلسل
تدور الأحداث حول مراسل صحفي في أفغانستان يعمل لحساب قناة إخبارية أثناء الاحتلال السوفييتي، وهو مناصر للجماعات الجهادية التكفيرية التي راجت في تلك الفترة، إلا انه اكتشف لاحقاً أن بعضهم قد انحرف عن الصواب وبات يسلك طريقاً يسيء إلى الصورة الحقيقية للجهاد والعقيدة الإسلامية الحنيفة، فيبدأ الإعداد لبرنامج حول هذا الموضوع ويبحث عن الأسباب والدوافع التي أدّت بهذة الجماعات لتبني الفكر التكفيري الذي يبيح القتل بدم بارد مغلفاً باسم الشريعة الإسلامية السمحة.

## بطولة
- عباس النوري، غسان مسعود، باسم ياخور، نجاح سفكوني، وائل نجم، رنا أبيض، هناء نصور، قاسم ملحو، إياد نصار، منذر رياحنة، ناريمان عبد الكريم، ياسر المصري، هشام هنيدي، وفاء الموصللي، حبيب غلوم، عاكف نجم، مارغو حداد.